# ألعاب فيديو مجانية

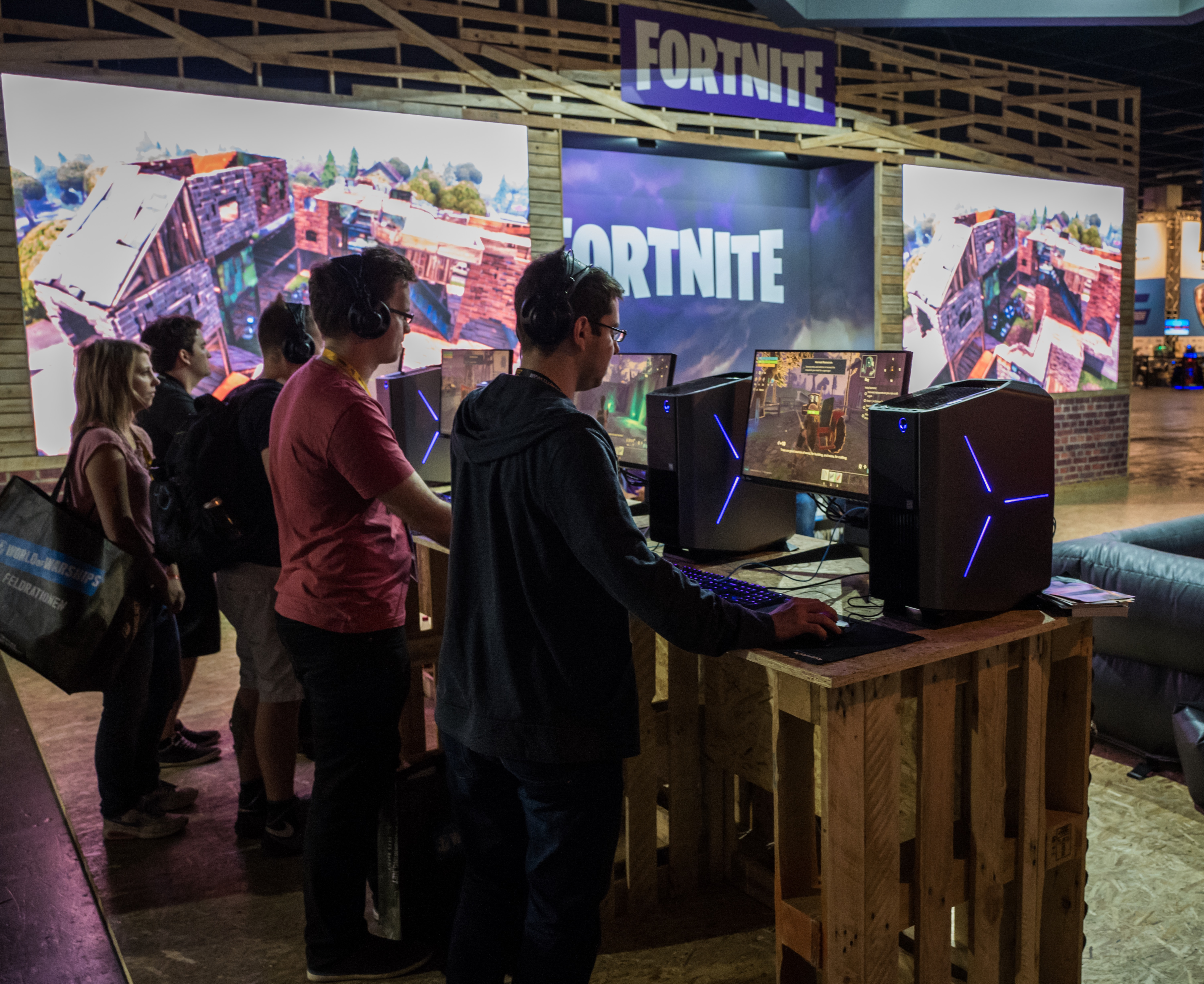

ألعاب فيديو مجانية هي ألعاب الفيديو التي تلعب مجاناً بدون دفع، وهناك عدة أنواع للألعاب المجانية، لكن معظمها يعرض بنظام الفريميوم، والفريميوم هي إستراتيجية تسعير لخدمة أو منتج في العادة تكون برمجيات تطبيقية كالألعاب وبرامج الحاسوب وخدمات الويب حيث يتم تقديمها مجانا لكن يتم دفع المال مقابل وظائف أو مزايا احتكارية. الكلمة «فريميوم» هي لفظ منحوت مستحدث، استحدثه جاريد لوكن في 2006م.

## التصنيفات
هناك عدة أنواع من الألعاب المجانية
برنامج كمبيوتري، وهو عبارة عن تجربة ذات وظائف متغيرة تهدف إلى إقناع المستخدمين بشراء ترخيص كامل للدفع مقابل ممارسة اللعبة. تُعرف البرامج التجريبية أيضًا باسم العروض التوضيحية للعبة، وغالبًا ما تمنح المستخدمين المجانيين وظائف محدودة للغاية مقارنة باللعبة الكاملة.
تقدم ألعاب فريميوم، مثل ستار وارز: ذا أولد ريبابليك، وأبيكس ليجيندس، وفورتنايت، ومعظم ألعاب موبا، «الإصدار الكامل» من المنتج مجانًا، بينما تُحصَّل مدفوعات صغيرة من المستخدمين للوصول إلى الميزات المتميزة والسلع الافتراضية، غالبًا بطريقة مجزأة.

## ميكانيكا اللعبة
يمكن أن تكون العناصر داخل اللعبة تجميلية بحتة، وتعزز قوة اللاعب وسرعة التقدم، وغير ذلك الكثير من الأساليب الشائعة التي يستخدمها مطورو هذه الألعاب مثل أن يكون للعناصر التي يجري شراؤها حد زمني؛ بعد انتهاء هذه الصلاحية، يجب إعادة شراء العنصر قبل أن يتمكن المستخدم من المتابعة. أسلوب آخر شائع هو استخدام عمليتين داخل اللعبة: إحداهما يجري ربحها من خلال اللعب العادي، والأخرى يمكن شراؤها بأموال حقيقية. العملة الثانية «المميزة» تُمنح أحيانًا بمبالغ صغيرة للاعبين الذين لا يدفعون في أوقات معينة، مثل عند بدء اللعبة لأول مرة أو إكمال مهمة أو إحالة صديق إلى اللعبة. تحتوي العديد من ألعاب المتصفح على «شريط طاقة» ينضب عندما يتخذ اللاعب إجراءات. ثم تبيع هذه الألعاب عناصر مثل القهوة أو الوجبات الخفيفة لإعادة ملء البار.
تكون الألعاب المجانية مجانية للتثبيت واللعب فقط، ولكن بمجرد دخول اللاعب اللعبة، يكون اللاعب قادرًا على شراء محتوى مثل العناصر والخرائط وخيارات التخصيص الموسعة. تستخدم بعض الألعاب، مثل كويك لايف من شركة آي دي سوفت وير، أيضًا الإعلانات داخل اللعبة لتوفير الدخل للألعاب المجانية. بالإضافة إلى إتاحة العناصر داخل اللعبة للشراء، تدمج EA الإعلان داخل اللعبة في ألعابها. في أغسطس 2007، أكملت EA صفقة مع ماسف إنكوربرايتد، والتي تتيح تحديثًا ضخمًا وتغييرًا للإعلانات داخل اللعبة في الوقت الفعلي داخل ألعاب EA. ادّعى مطور الألعاب المستقل إدموند مكميلين أنه يجني معظم أمواله من الرعاة بواسطة وضع إعلانات في مقدمة اللعبة وشاشة عنوان اللعبة.

## تاريخ
أنشأ مات ميهالي أول نموذج عمل معروف لتبادل العناصر الافتراضية مقابل المال في لعبة عبر الإنترنت، في عام 1997 مقابل العنوان الرئيسي آكيا، تعود لعبة دريم ديفاين لاندز في الأصل لشركته آكيا والتي أصبحت فيما بعد آييرون ريلمز إنترتاينمنت. تم تحقيق نموذج العمل المجاني في الألعاب عبر الإنترنت في وقت لاحق من قبل نيكسون في كوريا الجنوبية لدرجة جذب انتباه وسائل الإعلام الرئيسية لأول مرة في ذلك الوقت. أُصدرت أول لعبة لنيكسون وهي كويز كويز في أكتوبر 1999. أنشأ مبتكرها لي سينغتشان فيما بعد ميبل ستوري.
ظهر نموذج اللعب المجاني في أواخر التسعينيات وأوائل العقد الأول من القرن الحادي والعشرين، قادمًا من سلسلة من ألعاب إم إم أو الناجحة للغاية والتي تستهدف الأطفال واللاعبين العرضيين، بما في ذلك فوركاديا ونيوبيتس وميبل ستوري وران إسكايب وتيكست بيسد والأبراج المحصنة مثل آكيا وهي أحلام الأراضي الإلهية. يشتهر المطورون المستقلون بإنتاج عناوين مبتكرة، ويواصلون أيضًا إصدار ألعاب مجانية للعب.
تنتشر الألعاب المجانية بشكل خاص في دول مثل كوريا الجنوبية وجمهورية الصين الشعبية. يوجد أيضًا عدد كبير من اللاعبين في اليابان، على وجه الخصوص، ذكرت صحيفة نيكاي شيمبون أن فتيات سندريلا يكسبن أكثر من مليار ين في الإيرادات الشهرية من المعاملات الصغيرة. اعتمدت إليكترونيك آرتس لأول مرة مفهوم اللعب المجاني في إحدى ألعابها عندما أصدرت فيفا أونلاين في كوريا.
في أواخر العقد الأول من القرن الحادي والعشرين، انتقلت العديد من ألعاب إم إم أو إلى نموذج اللعب المجاني من الاشتراكات، بما في ذلك الألعاب القائمة على الاشتراك مثل ذا لورد أوف ذا رينغز أونلاين: شادوز أوف أنغمار، وأيج أوف كونان: هابوريان ادفينتشرز، ودونجيونز آند دراغونز، وتشامبيونز أونلاين. أثبت هذا الانتقال من نموذج قائم على الاشتراك إلى نموذج مجاني التشغيل بأنه مفيد للغاية في بعض الحالات. تعد لعبة ستار وارز: ذا أولد ريبابليك مثالًا جيدًا للعبة انتقل من الاشتراك إلى اللعب المجاني. منحت شركة تورباين اعتبارًا من 10 سبتمبر 2010 إف2بي مع متجر نقدي خيارًا إلى ذا لورد أوف ذا رينغز أونلاين ما أدى إلى مضاعفة الأرباح ثلاث مرات. نقلت سوني أونلاين إنترتاينمنت إيفر كويست من نموذج اشتراك إلى لعبة هجينة إف2بي / حقق اشتراكًا أكبر بنسبة 125٪ في مبيعات العناصر، وزيادة بنسبة 150٪ في عمليات تسجيل الدخول الفريدة، وأكثر من ثلاثة أضعاف تسجيلات الحساب.
تزامن انتقال ألعاب إم إم أو المجانية إلى التيار الرئيسي أيضًا مع التجريب مع الأنواع الأخرى أيضًا. جرى اختيار النموذج من قبل مطورين أكبر وأصناف أكثر تنوعًا، مع ظهور ألعاب مثل باتلفيلد هيروز، وفري ريلمز، وكوايك لايف وتيم فورتريس 2 في أواخر العقد الأول من القرن الحادي والعشرين. ومع ذلك، لم تكن التجربة ناجحة في كل الأنواع. حاولت الامتيازات الاستراتيجية التقليدية في الوقت الفعلي مثل أيج أوف إمبايرز وكوماند آند كونكا اللعب مجانًا. جرى إغلاق أيج أوف إمبايرز وسط قاعدة لاعبين صغيرة وعائدات راكدة، وإغلاق كوماند آند كونكا: جنيرالز 2 في إصدار ألفا بسبب ردود الفعل السلبية من اللاعبين.
في عام 2011، تجاوزت عائدات الألعاب المجانية عائدات الألعاب المتميزة في أفضل 100 لعبة في متجر تطبيقات آبل. تراوحت النسبة المئوية للأشخاص الذين ينفقون الأموال على العناصر داخل اللعبة في هذه الألعاب من (0.5%) إلى (6%)، اعتمادًا على جودة اللعبة وآلياتها. على الرغم من أن هذا يعني أن عددًا كبيرًا من الأشخاص لن ينفقوا الأموال أبدًا في لعبة ما، إلا أنه يعني أيضًا أن الأشخاص الذين ينفقون الأموال قد يصلون إلى عدد كبير نظرًا إلى أن اللعبة قد تم منحها مجانًا. في الواقع، ذكر تقرير صادر عن شركة الإعلانات على الهاتف المحمول إس دابليو آر في أن 1.5 في المئة فقط من اللاعبين اختاروا الدفع مقابل العناصر داخل اللعبة، وأن 50 في المئة من عائدات مثل هذه الألعاب تأتي غالبًا من عشرة في المئة فقط من اللاعبين. ومع ذلك، أشارت صحيفة واشنطن بوست إلى أن مطوري لعبتي كلاش أوف كلانس سوبرسيل وجيم أوف وار: فاير إيج كانوا قادرين على تحمل تكاليف إعلانات سوبر باول في عام2015   والتي تضم مشاهيرَ كبارًا (بالتوالي ليام نيسون وكيت أبتون). كانت اللعبة الأخيرة جيم أوف وار في الحقيقة جزءًا من حملة بلغت قيمتها 40 مليون دولار تقريبًا من بطولة أبتون.